# Connexion de Gauss-Manin
En mathématiques, la connexion Gauss-Manin est une connexion associée à un fibré vectoriel sur un espace de base S d'une famille de variétés algébriques {\displaystyle V_{s}}. Les fibres du faisceau vectoriel sont les groupes de cohomologie de De Rham {\displaystyle H_{dR}^{k}(V_{s})} des fibres {\displaystyle V_{s}} de la famille. Elle a été introduite par Yuri Manin en 1958 pour les courbes S et par Alexandre Grothendieck en 1966 en dimensions supérieures.
Les sections plates du fibré sont décrites par des équations différentielles ; la plus connue d'entre elles est l'équation de Picard-Fuchs, qui apparaît lorsque la famille des variétés sont des courbes elliptiques. Intuitivement, lorsque la famille est localement triviale, les classes de cohomologie peuvent variées d'une fibre de la famille à des fibres voisines, donnant un sens toologique au terme de « section plate ». L'existence de la connexion est déduite des sections plates.

## Intuition
Soit un morphisme lisse de schémas {\displaystyle X\to B} de caractéristique 0. En tant que qu'espaces complexes analytiques, le théorème d'Ehresmann implique que les fibres {\displaystyle X_{b}=f^{-1}(b)} sont des variétés lisses et sont toutes difféomorphes. Les groupes de cohomologie de de Rham {\displaystyle H^{k}(X_{b})} sont donc tous isomorphes. Nous pouvons utiliser cette observation pour nous demander ce qui se passe lorsque nous essayons de différencier les classes de cohomologie sont des champs de vecteurs de l'espace de base {\displaystyle B}.
Soit une classe de cohomologie {\displaystyle \alpha \in H^{k}(X)} tel que {\displaystyle i_{b}^{*}(\alpha )\in H^{k}(X_{b})} où {\displaystyle i_{b}\colon X_{b}\to X} est l’inclusion. Si l'on considère les classes
{\displaystyle \left[i_{b}^{\ast }\left({\frac {\partial ^{i_{1}+\cdots +i_{n}}\alpha }{\partial b_{1}^{i_{1}}\cdots \partial b_{n}^{i_{n}}}}\right)\right]\in H^{k}(X_{b})}
il y aura une relation entre eux, appelée équation de Picard-Fuchs. La connexion de Gauss-Manin est un outil qui code ces informations dans une connexion sur le fibré vectoriel plat sur {\displaystyle B} construit à partir du {\displaystyle H^{k}(X_{b})}.

## Exemple
Un exemple classique est la construction de Dwork de l'équation de Picard-Fuchs. Soit
{\displaystyle V_{\lambda }(x,y,z)} la courbe elliptique {\displaystyle x^{3}+y^{3}+z^{3}-\lambda xyz=0\;}.
Ici, {\displaystyle \lambda } est un paramètre décrivant la courbe ; c'est un élément de la droite projective complexe (la famille des hypersurfaces en {\displaystyle n-1} en dimension n, définies de manière analogue, ont été intensivement étudiées ces dernières années, en lien avec le théorème de modularité et ses extensions). Ainsi, l’espace de base du fibré est la droite projective. Pour un fixe {\displaystyle \lambda } dans l'espace de base, considérons un élément {\displaystyle \omega _{\lambda }} du groupe de cohomologie de de Rham associé
{\displaystyle \omega _{\lambda }\in H_{dR}^{1}(V_{\lambda }).}
Chacun de ces éléments correspond à une période de la courbe elliptique. La cohomologie est concentrée en degré inférieur à 2. La connexion de Gauss – Manin correspond à l'équation différentielle du second ordre
{\displaystyle (\lambda ^{3}-27){\frac {\partial ^{2}\omega _{\lambda }}{\partial \lambda ^{2}}}+3\lambda ^{2}{\frac {\partial \omega _{\lambda }}{\partial \lambda }}+\lambda \omega _{\lambda }=0.}

## Le point de vue desD-modules
Dans le cadre plus abstrait de la théorie des D-modules, l'existence de telles équations est contenue dans une discussion générale de l'image directe.

## Équations «issues de la géométrie»
L'ensemble de la classe des connexions Gauss-Manin a été utilisée pour tenter de formuler le concept d'équations différentielles qui « découlent de la géométrie ». En relation avec la conjecture de la p-courbure de Grothendieck, Nicholas Katz a prouvé que la classe des connexions de Gauss-Manin avec des coefficients en nombres algébriques satisfait la conjecture. Ce résultat est lié à la fonction G de Siegel de la théorie des nombres transcendants, pour les solutions de fonctions méromorphes. La conjecture de Bombieri-Dwork, également attribuée à Yves André postule une réciproque : des solutions sous forme de fonctions G, ou de p-courbure nilpotente mod p pour presque tous les nombres premiers p, signifient qu'une équation « provient » de la géométrie,.